# Printània
Printània és un oli sobre tela de 55 × 38 cm pintat per Josep de Togores i Llach a París l'any 1922 i dipositat al Museu Nacional d'Art de Catalunya.

## Context històric i artístic
Togores forma part de la nòmina de joves artistes que al voltant de 1917 van reivindicar un espai de llibertat i modernitat per a l'art català, aleshores dominat per les estrictes directrius classicitzants del Noucentisme. Després d'una breu estada a París entre 1913 i 1914, decideix instal·lar-s'hi el 1919, implicat com estava amb l'art nou. Des de 1921 (i durant onze anys) compta amb el suport decidit del principal marxant dels cubistes, Daniel-Henry Kahnweiler, gràcies al qual les seues obres són conegudes arreu d'Europa.

## Descripció
Printània és un exemple de la qualitat de les obres d'aquesta època, centrades en la figura humana i que amb la seva figuració depurada (a base de línies i plans constructius nets i rotunds) s'apropen al cru realisme de la Nova Objectivitat.